# Mariana Nicolesco
Mariana Nicolesco (* 28. November 1948 in Găujani; † 14. Oktober 2022 in Bukarest) war eine rumänische Opernsängerin (Sopran).

## Leben
Mariana Nicolesco studierte zuerst Violine an der Musikhochschule in Brașov, danach, für kurze Zeit, Gesang am Konservatorium von Klausenburg, bevor sie ein Stipendium am Konservatorium Nazionale di Santa Cecilia in Rom erlangte, wo sie bei Jolanda Magnoni Gesangsunterricht nahm. Anschließend studierte sie bei Rodolfo Celletti und Elisabeth Schwarzkopf.
Am Ende ihrer Ausbildung gewann sie 1972 den von der RAI in Mailand organisierten Gesangswettbewerb Voci Rossiniane. Unmittelbar danach kam sie als Mimì in Giacomo Puccinis La Bohème, gefördert und engagiert durch den amerikanischen Dirigenten Thomas Schippers, nach Cincinnati. 1978 debütierte sie an der New Yorker Metropolitan Opera als Violetta in Giuseppe Verdis La traviata, einer Partie, die sie mehr als zweihundertmal gesungen hat und in 1982 an der Mailänder Scala, wo sie in der Welturaufführung von Luciano Berios La Vera Storia, sowie bei vielen weiteren Neuproduktionen, Recitals und Konzerte auftrat.
Sie sang in Rom, Florenz, Parma, Venedig, Palermo, München, Wien, Hamburg, Dresden, Berlin, Barcelona, Madrid, Zürich, Paris, Monte Carlo, Chicago, San Francisco, Philadelphia, Miami, New Orleans, Washington, Boston, Toronto, Tokyo, Pretoria, Caracas oder Rio de Janeiro. Sie trat ebenfalls in angesehenen Konzertsälen auf wie Carnegie Hall in New York, Royal Festival Hall in London, Concertgebouw in Amsterdam, im Wiener Musikverein, Accademia di Santa Cecilia in Rom, Salle Pleyel in Paris, im Großen Saal des Moskauer Konservatoriums und den Salzburger Festspielen, Maggio Musicale Fiorentino, dem Rossini Opernfestival in Pesaro, Martina Franca Festival, dem Casals Festival in Puerto Rico.
Sie stand im Mittel bedeutender Produktionen von Luchino Visconti, Giorgio Strehler, Patrice Chéreau, Luca Ronconi, Jean-Pierre Ponnelle, Franco Zeffirelli, Gian Carlo Menotti, Pier Luigi Pizzi, Jonathan Miller, unter der Leitung von Carlo Maria Giulini, Wolfgang Sawallisch, Riccardo Muti, Seiji Ozawa, Lorin Maazel, Berislav Klobučar, Peter Maag, Giuseppe Patanè, Alberto Zedda, Colin Davis, Georges Prêtre und Gennadi Roschdestwenski.
Mariana Nicolesco nahm an der Welturaufführung von Krzysztof Penderecki Seven Gates of Jerusalem teil, das der Heiligen Stadt und ihrer 3000-jährigen Geschichte gewidmet ist (1997). Als Gast von Papst Johannes Paul II. sang sie in dem ersten jemals aus dem Vatikan von Mondovisione TV im Fernsehen ausgestrahlten Weihnachtskonzert, das von über 1 Milliarde Menschen gesehen wurde (1993).
1995 gründete Mariana Nicolesco in Rumänien das Hariclea Darclée International Festival and Voice Competition, an dem bisher mehr als 2200 junge Talente aus 47 Ländern und 5 Kontinenten teilgenommen haben. Zwischen den Festivalauflagen bietet sie Meisterkurse für die jungen Künstler an. Für die Darclée Veranstaltungen hat sie das Hohe Patronat der UNESCO erworben.
Sie gründete auch den Romanian National Song Festival and Competition (2003). Für das von der UNESCO ausgerufene George-Enescu-Jahr (2005) präsentierte sie zusammen mit den Preisträgern des Wettbewerbs die Gesamtausgabe der Lieder von Enescu. Diese wurden mit großem Erfolg in Rumänien, bei der Aichi World Exhibition in Nagoya und Tokio, in Prag, Paris, Rom und New York aufgeführt. Diese Gesamtausgabe erschien auch auf CD und DVD.
2014 war sie Mitglied des Internationalen Chinesischen Gesangswettbewerbs mit 430 Teilnehmern aus 41 Ländern.
Mariana Nicolesco wurde der Orden Stern von Rumänien im Rang des Großkreuzes für „ihre außerordentlichen Verdienste, sowie als Zeichen der hohen Anerkennung für ihre gesamte Karriere“ verleihen.
Die Sonderauszeichnung der Europa-Medaille im Rahmen des KulturPreis Europa wurde an Mariana Nicolesco verliehen „für ihre Leistung auf musikalischer Ebene, als Mentorin einer neuen Gesangsgeneration, Europa nach Rumänien zu transportieren und im Gegenzug, rumänische Kultur nach Europa einzubringen“.
Nicolesco, Preisträgerin der UNESCO-Medaille für künstlerische Leistung, ist außerdem UNESCO-Künstlerin für den Frieden und UNESCO Ehrenbotschafterin „in Anerkennung ihres Engagements für das musikalische Erbe, die künstlerische Schöpfung, den Dialog zwischen den Kulturen und ihres Beitrags zur Förderung der Ideale der Organisation.“

## Repertoire
Mariana Nicolesco verfügt über ein breites Repertoire vom Barock bis zum Verismo und zeitgenössischer Musik, mit Schwerpunkt auf den Opern Mozarts, Verdis und dem Belcanto. Zu ihren beeindruckendsten Rollen zählen Donna Elvira in Don Giovanni, Elettra in Idomeneo, Vitellia in La clemenza di Tito, Cinna in Lucio Silla, Beatrice di Tenda, Anna Bolena, Maria Stuarda, Elisabetta I in Roberto Devereux, Maria di Rohan, Amelia in Simon Boccanegra, Desdemona in Otello, Gilda in Rigoletto, Violetta in La Traviata, Leonora in Il trovatore, Luisa in Luisa Miller, Liù in Turandot, Mimi in La Bohème, Nedda in Pagliacci.

## Auszeichnungen
- Ph.D. in Arts mit einer Doktorarbeit in Belcanto (2000)
- Ehrenmitglied der Rumänischen Akademie (1993)
- Ehrendoktor der Musikakademie Gheorghe Dima von Cluj-Napoca (1996)
- Ehrenprofessor der Babeș-Bolyai-Universität Cluj in Cluj-Napoca (2005)
- Gastprofessor (2002) und Ehrendoktor (1999) der Universität Transilvania Brașov
- Mitglied des Kuratoriums der Internationalen Yehudi Menuhin Stiftung (2003)
- Ehrenbürger von Bukarest (1991), Cluj-Napoca (1994), Brăila (1995), Brașov (1999)
- Musikerin des Jahres, Berlin (2003)
- Erfolgreichste Frau Rumäniens (2004)
- Präsidentin der Internationalen Stiftung Rumänisches Atheneum (1991)
- Präsidentin der Darclée-Stiftung (1995)
- Trägerin des höchsten rumänischen Ordens, dem Großkreuz des Sterns von Rumänien (2008)
- Offizier des Ordens der Künste und der Literatur in Frankreich (2000)
- Kommandant des Ordens Stern der Solidarität, Italien (2004)
- Medaille von Sizilien im Rahmen der Aufnahme Rumäniens in die EU (2007)
- Sonderpreis sowie die Medaille Kulturpreis Europa (2007)
- UNESCO Medaille, für besondere künstlerische Leistungen verliehen (1992)
- UNESCO Artist for Peace (2005)
- UNESCO Ehrenbotschafterin (2013)
- Mitglied der Académie Européenne des Sciences, des Arts et Lettres in Paris (2018)

## Diskografie
Mariana Nicolesco ist in folgenden Aufnahmen zu hören:
- Vincenzo Bellini: Beatrice di Tenda – Rizzoli Records 1987, Sony 1995, 2009
- Gaetano Donizetti: Maria di Rohan – Nuova Era 1988, 1991
- Wolfgang Amadeus Mozart: Le nozze di Figaro – EMI 1987
- Giuseppe Verdi: Simon Boccanegra – Capriccio 1990, 2005
- Giacomo Puccini: La rondine – CBS Record 1983
- Mariana Nicolesco und das Münchner Klaviertrio – BMG 1997
- Mariana Nicolesco from the World Stage to Romania – drei CDs (TVR & FIAR 2002) und drei DVDs (FIAR & Atlantic Media 2007)
- Giacomo Meyerbeer: Kantate Gli amori di Teolinda – Pro Arte 1981
- Maurice Ravel:  Die Kantaten Alyssa und Alcyone – Rizzoli Records 1987
- Vatican Christmas – Sony 1994, Natale in Vaticano – RAI 1994
- Luciano Berio: La vera storia, Teatro alla Scala, Mailand – Scala 1982 RAI
- Krzysztof Penderecki: Seven Gates of Jerusalem – 3SAT 1997, Requiem Polonez – 3SAT 1988